# Martina Bonnerová
Martina Bonnerová, née le 22 juillet 1991 à Prague en République tchèque, est une joueuse de beach-volley tchèque.

## Carrière

### Les débuts
Martina Bonnerová commence sa carrière professionnelle à l'âge de 18 ans, en 2009. Elle s'associe dès ses débuts avec sa compatriote Barbora Hermannová.

### Le déclic de l'année 2014
Elle gagne sa première médaille sur le Circuit professionnel en décembre 2014. Associée à Barbora Hermannová, elle remporte l'Open de Mangaung, battant en finale les néophytes japonaises Takemi Nishibori et Sayaka Mizoe en deux sets (21-15, 21-17).

## Palmarès

### Jeux olympiques d'été
- Aucune performance significative à ce jour...

### Championnats du Monde de beach-volley
- Aucune performance significative à ce jour...

### Championnats d'Europe de beach-volley
- Aucune performance significative à ce jour...

## Vie privée
...